# 유천동 (대전)
유천동(柳川洞)은 대전광역시 중구에 속한 동이다. 지리적으로는 호남의 교통 요충지이며 관문으로 서남부터미널이 위치하고 있으며, 주민들의 분포는 유천종합시장, 서부종합시장 및 유흥밀집 지역으로 다수의 상업인구와 단독세대로 구성되어 있다. 1998년 10월 16일 우리 지역에서 전해 내려오는 《버드내 보싸움놀이》로 제39회 전국민속예술경연대회에 참가하여 문화관광부 장관상을 수상하였다.

## 지명
옛날에는 수양버들 늘어진 강변과 마을의 풍경이 절정을 이루었는데 버드내(유등천) 근처에 있던 마을이었으므로 그렇게 부르게 되었다. 버드내는 금산 복수로부터 상류를 이뤄 대전 침산동과 안영동을 지나 중구와 서구를 가르며 대전천과 중촌동에서 합류하고, 다시 갑천과 합류하는 대전시 3대 하천이다.

## 시설
- 대전서남부터미널
- 롯데하이마트 유천지점

## 주거

### 오피스텔
유천동
- 나이스타운건설 유천 나이스타운 : 2015년 9월 입주.

## 전통행사
- 유천동 산신제

대전광역시 무형문화제 제4호로 지역공동체 성격이 강한 산신제는 약 450년 전부터 전해 내려오는 토속신앙으로 마을의 번영과 주민의 안녕을 기원하는 전통있는 주민화합 행사로서 우리 조상들의 민속신앙을 계승 발전시키기 위해 1997년 1월 9일 대전광역시 무형문화제 제4호로 지정되었다. 매년 음력 11월 3일 정기적으로 개최된다.
- 유천동 버드내보싸움 놀이

유천동 주변은 버드내가 위치한 한밭 벌의 비옥한 곡창지대로 벼농사를 중시하던 농경사회의 필연적인 물을 관리하면서 주민간의 갈등을 슬기롭게 극복하고 화합을 도모하여 함께 상생하는 과정을 재현하는 우리지역 고유의 민속놀이로서 선조들의 슬기로운 얼을 이어 받아 계승 발전시키면서 향토애, 협동심, 진취성을 드높이고 자긍심을 고취하여 주민화합을 도모하는 민속놀이이다.

## 교육
- 원평초등학교